# Doug Henry
Douglas Howard Henry, conegut com a Doug Henry   (Milford, 6 de setembre de 1969), és un antic pilot professional de motocròs nord-americà. Va competir als Campionats AMA entre el 1998 i el 2006 i en va guanyar tres títols de motocròs i un de supercross.
Considerat un dels pilots més representatius de la supermoto nord-americana, Doug Henry va participar en el campionat AMA d'aquesta modalitat des de la seva instauració el 2003 fins al 2007, quan es va haver de retirar de les competicions a causa d'una caiguda en una cursa que el deixà amb paràlisi parcial de cintura cap avall. Malgrat tot, Henry va continuar promovent les curses de supermoto i actualment encara competeix en curses de motocròs amb motocicletes adaptades. L'any 2005 fou incorporat a l'AMA Motorcycle Hall of Fame.

## Palmarès

### Títols per any
| Any  | Equip | Campionat      | Classe       |
| ---- | ----- | -------------- | ------------ |
| 1993 | Honda | AMA Supercross | 125cc (East) |
| 1993 | Honda | AMA Motocross  | 125cc        |
| 1994 | Honda | AMA Motocross  | 125cc        |
|      |       |                |              |
| 1998 | Honda | AMA Motocross  | 250cc        |

### Resum
- 3 Campionats AMA de motocròs (1 x 250cc, 2 x 125cc)
- 1 Campionat AMA de supercross 125cc